# 柏春
柏春（1808年—？），字東旉，号老鐵，巴禹特氏，蒙古正黄旗人。道光乙巳进士。

## 生平
后官兵部员外郎，改直隶候补知府。少年生活于京都，从师于嘉慶十年（1805年）乙丑科进士聂铣敏（号蓉峰，曾出任四川学政，在成都创办墨池书院）太史，学习汉文经籍诗文，后与镶黄旗满洲、道光十六年（1836年）丙申恩科进士词人承齡（号尊生）等结社为诗。著有《今园诗钞》十卷、《铁笛仙馆宦游草》、《从戎草》。

## 家庭及关联
- 妻黄氏。
- 女一巴禹特氏，同治乙丑进士、理藩院尚书正蓝旗宗室嵩森嫡妻。
- 女二巴禹特氏，嫁鑲紅旗滿洲、瓜爾佳氏岳齡（父蘇昌阿，胞叔道光十八年進士蘇清阿，姑母瓜爾佳氏嫁镶红旗满洲、道光己丑進士鄭佳氏錫麟，祖父山西巡抚、仓场侍郎福綿 (清朝)，曾祖乾隆乙丑翻譯進士伊蘭泰 (繙譯進士)）。
- 外孙正蓝旗宗室壽耆，光緒九年（1883年）癸未科榜眼，官理藩院尚书。[3]